# Мадиа, Мария Анна
 Мария Анна Мадиа (итал. Maria Anna Madia; род. 9 мая 1980, Рим) — итальянский политик, министр государственного управления в правительстве Ренци (2014—2016), министр упрощения нормативной базы и государственной службы в правительстве Джентилони, министр упрощения нормативной базы и государственной службы в правительстве Джентилони (2016-2018). Журналист, политик (состоит в Демократической партии Италии), депутат парламента Италии с 2008 года.

## Биография
Мария родилась в Риме в 1980 году. Её семья родом из Калабрии переехала в Рим. Её прадед, Титта Мадиа, был адвокатом, журналистом и депутатом (в 1950 году).
Она училась во французском лицее Шатобриана в Риме. Окончила Институт повышения квалификации Лукка, специализирующаяся в области политологии.
В июне 2013 года она вышла замуж за Марио Джиани, продюсера телевидения и кино. Мария стала матерью в марте 2014 года.

## Политическая карьера
Мадиа начала свою карьеру в феврале 2008 года, когда секретарем Демократической партии был избран Вальтер Вельтрони, который предложил ей стать кандидатом в Палате депутатов. 29 апреля 2008 года она была избрана в парламент, в 2013 году снова стала депутатом.
22 февраля 2014 года назначена министром государственной службы в правительстве Ренци.
12 декабря 2016 года назначена министром упрощения нормативной базы и государственной службы в сформированном после отставки Маттео Ренци правительстве Джентилони.